# Fembladig akebia
Fembladig akebia (Akebia quinata) är en narrbuskeväxtart som först beskrevs av Maarten Willem Houttuyn, och fick sitt nu gällande namn av Joseph Decaisne. Enligt Catalogue of Life ingår Fembladig akebia i släktet akebior och familjen narrbuskeväxter, men enligt Dyntaxa är tillhörigheten istället släktet akebior och familjen narrbuskeväxter. I Sverige kan den bli fyra meter hög om den odlas på en solig plats. Blommorna doftar vailj och honung. I sina hemtrakter i Östasien utvecklar akebian korvliknande, lila frukter som är ätliga. tillsammans med stänglarna används de medicinskt för att främja menstruation och blodomlopp samt för att öka svettavsöndringen vid feber. Växten innehåller kalium och verkar urin- och vätskedrivande. Arten förekommer tillfälligt i Sverige, men reproducerar sig inte. Inga underarter finns listade i Catalogue of Life.

## Bildgalleri

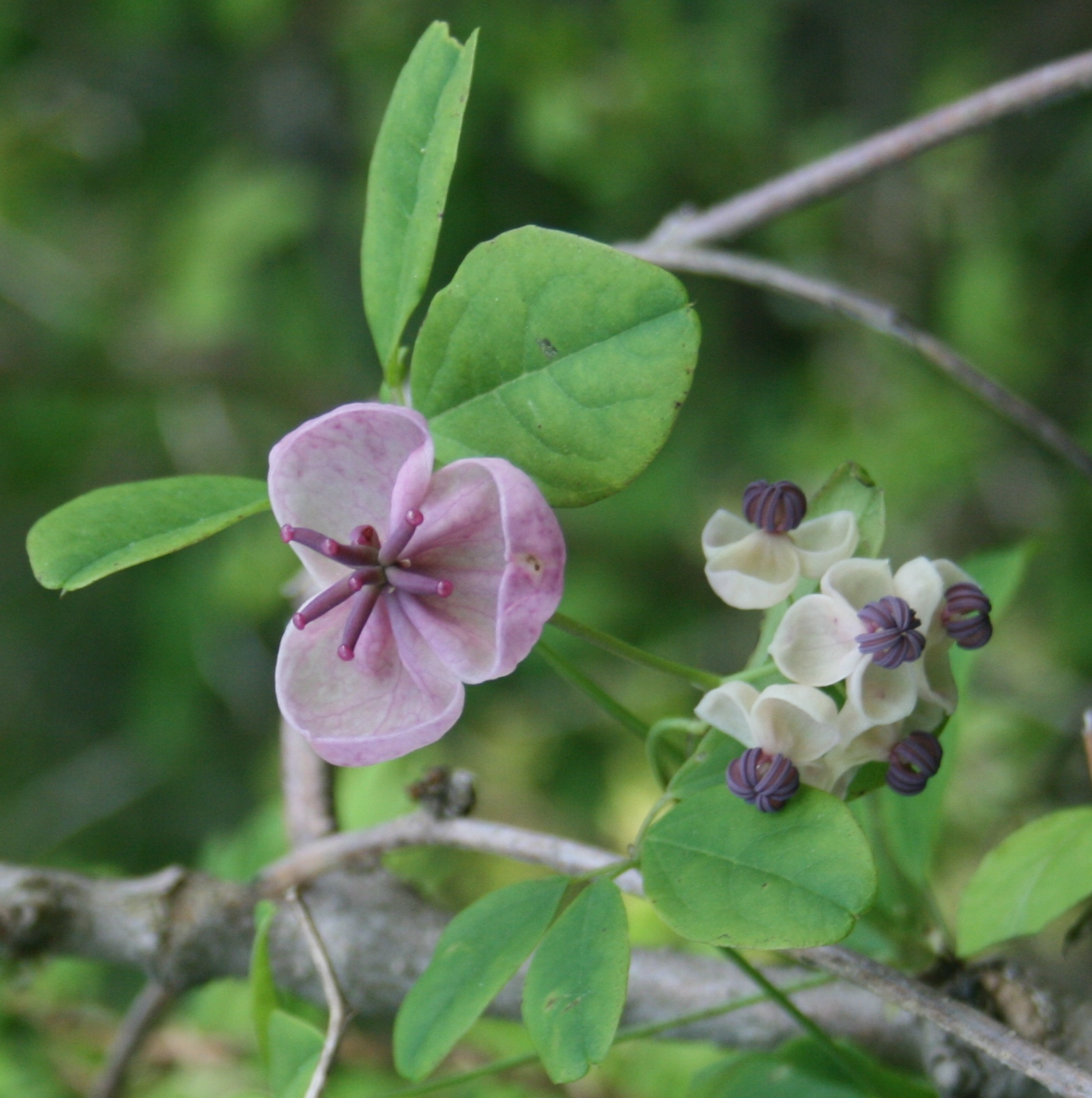
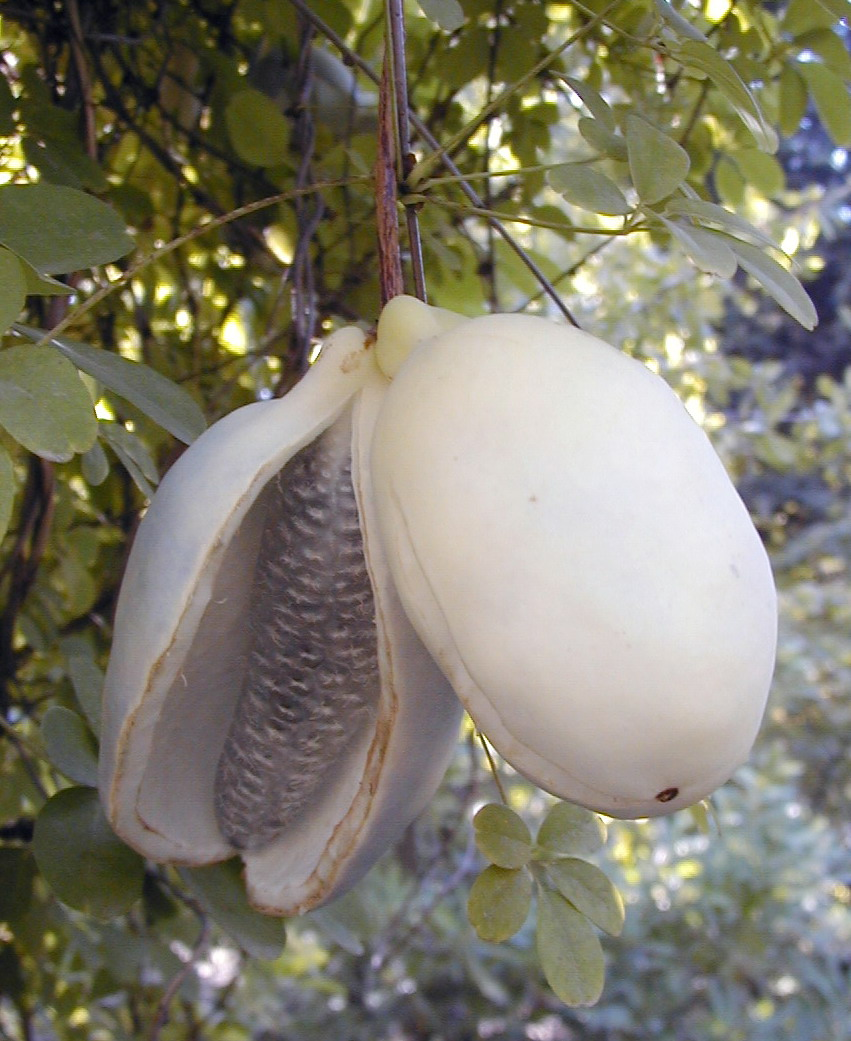